# Công ty Đông Ấn Pháp
Công ty Đông Ấn Pháp là một công ty cổ phần thương mại hoàng gia thành lập ngày 1 tháng 9 năm 1664 dưới thời vua Louis XIV, cạnh tranh với các công ty Đông Ấn Hà Lan và Đông Ấn Anh ở thị trường Đông Ấn. Đến khi cuộc Chiến tranh bảy năm, Anh đã thắng cuộc chiến đó và Pháp buộc phải nhượng lại tất cả tiền đồn của mình ở Ấn Độ lại cho Anh.

## Lịch sử
Dưới thời vua Henry IV, công ty Đông Ấn đầu tiên đã có 15 năm độc quyền trong các giao dịch thương mại Ấn Độ. Đây là tiền thân của công ty cổ phần do bộ trưởng tài chính Colbert thành lập sau đó dưới thời vua Louis XIV.